# Hatem Abd Elhamed
Hatem Abed Elhamed (Arabisch: حاتم عبد الحميد, Hebreeuws: חאתם עבד אלחמד) (Kafr Manda, 18 maart 1991) is een Arabisch-Israëlisch voetballer die voornamelijk als rechtsachter of verdedigende middenvelder speelt. Sinds 2019 komt hij uit voor Celtic FC.

## Carrière[1]

### Jeugd
In 2007 begon Hatem Abd Hamed op 16-jarige leeftijd te voetballen in de jeugdploegen van Bnei Sakhnin. Daar bleef hij twee jaar, totdat hij door Maccabi Tel Aviv, een van de topploegen van zijn land, werd overgenomen in 2009. Daar speelde hij nog één seizoen in de jeugdreeksen.

### Vroege carrière
In het seizoen 2010/11 kreeg hij een profcontract bij zijn ploeg Maccabi Tel Aviv FC, maar daar kwam hij weliswaar niet tot spelen toe. In de tweede helft van dat seizoen werd Elhamed uitgeleend aan de Belgische ploeg Charleroi SC. Zo speelde hij zijn eerste profmatch op Belgische bodem, op enkele dagen voor zijn 20e verjaardag. Charleroi had een aankoopoptie bedongen, maar lichtte deze uiteindelijk niet.

### MS Asjdod
In het daaropvolgende jaar kwam hij niet uit voor Maccabi Tel Aviv, maar werd hij getransfereerd naar MS Asjdod, een middenmoter in de Israëlische eerste klasse. Daar kreeg hij verscheidene speelkansen, in zijn eerste seizoen stond hij achtmaal in de basis en mocht hij vijftienmaal invallen. In het daaropvolgende seizoen 2012/2013 groeide hij uit tot een vaste waarde. Hij stond twintigmaal in de basiself en viel ook tweemaal in. Op 6 januari 2013 scoor hij op 21-jarige leeftijd zijn eerste profdoelpunt. Deze match tegen Maccabi Haifa eindigde weliswaar op een 1-4 nederlaag. Ook in zijn derde seizoen (2013/14) bleef hij een belangrijke rol spelen: hij stond zeventienmaal in de basis en viel viermaal in.
In de zomer van 2014 begon hij aan zijn vierde seizoen bij MS Asjdod. In de eerste zestien matchen van de competitie maakte hij opnieuw 12 keer zijn opwachting, waarvan 7 keer bij de startende elf. Toch leende Asjdod hem in januari 2014 voor een half jaar uit aan de Roemeense topploeg Dinamo Boekarest.

### Dinamo Boekarest
Zijn uitleenbeurt aan de Roemeense topploeg was zijn tweede passage als speler buiten Israël. Hij werd door coach Mircea Rednic onmiddellijk opgenomen in de eerste ploeg en in de resterende 17 competitiewedstrijden speelde hij 13 keer mee, bijna steeds als basisspeler. Op 24 april maakte hij zijn eerste doelpunt voor de ploeg, namelijk tegen Cluj. Dit was een belangrijke goal aangezien de match op 1-1 eindigde. In de maand mei, de laatste van het seizoen, maakte hij nog 2 doelpunten. Ook was hij goed voor twee assists. Dinamo Boekarest was weliswaar niet bereid om een transfersom van € 100.000 te betalen, dus keerde Elhamed de facto terug naar Asjdod.

### KAA Gent
In juni 2015 begon hij weliswaar met een proefperiode bij Club Brugge. Mede door een blessure tijdens die proefperiode kreeg hij geen contract waarop MS Asjdod hem terugvorderde. In juli 2015 tekende hij een contract tot medio 2019 bij KAA Gent. Elhamed maakte zijn debuut voor de Gentenaars tegen KRC Genk door in de 83ste minuut Brecht Dejaegere te vervangen bij een 1-0 stand voor Gent. Dat werd ook de eindstand, nadat Elhamed de kans op de 2-0 miste in de toegevoegde tijd.

### MS Asjdod
In het seizoen 2016/17 werd Elhamed door Gent uitgeleend aan MS Asjdod. Na afloop van dat seizoen werd hij definitief overgenomen door Asjdod.

## Statistieken
| Seizoen | Club                 | Land               | Competitie           | Competitie | Competitie | Beker | Beker | Supercup | Supercup | Internationaal | Internationaal | Totaal | Totaal |
| Seizoen | Club                 | Land               | Competitie           | Wed.       | Dlp.       | Wed.  | Dlp.  | Wed.     | Dlp.     | Wed.           | Dlp.           | Wed.   | Dlp.   |
| ------- | -------------------- | ------------------ | -------------------- | ---------- | ---------- | ----- | ----- | -------- | -------- | -------------- | -------------- | ------ | ------ |
| 2010/11 | Maccabi Tel Aviv     | Vlag van Israël    | Ligat Ha'Al          | 0          | 0          | 0     | 0     | —        | —        | 0              | 0              | 0      | 0      |
| 2010/11 | → Sporting Charleroi | Vlag van België    | Jupiler Pro League   | 1          | 0          | 0     | 0     | —        | —        | —              | —              | 1      | 0      |
| 2011/12 | MS Asjdod            | Vlag van Israël    | Ligat Ha'Al          | 23         | 0          | 2     | 0     | —        | —        | —              | —              | 25     | 0      |
| 2012/13 | MS Asjdod            | Vlag van Israël    | Ligat Ha'Al          | 22         | 1          | 0     | 0     | —        | —        | —              | —              | 22     | 1      |
| 2013/14 | MS Asjdod            | Vlag van Israël    | Ligat Ha'Al          | 21         | 0          | 2     | 0     | —        | —        | —              | —              | 23     | 0      |
| 2014/15 | MS Asjdod            | Vlag van Israël    | Ligat Ha'Al          | 13         | 0          | 0     | 0     | —        | —        | —              | —              | 13     | 0      |
| 2014/15 | → Dinamo Boekarest   | Vlag van Roemenië  | Liga I               | 13         | 3          | 2     | 0     | —        | —        | —              | —              | 15     | 3      |
| 2015/16 | KAA Gent             | Vlag van België    | Jupiler Pro League   | 1          | 0          | 1     | 0     | 0        | 0        | 0              | 0              | 2      | 0      |
| 2016/17 | → MS Asjdod          | Vlag van Israël    | Ligat Ha'Al          | 27         | 0          | 4     | 0     | —        | —        | —              | —              | 31     | 0      |
| 2017/18 | MS Asjdod            | Vlag van Israël    | Ligat Ha'Al          | 0          | 0          | 0     | 0     | —        | —        | —              | —              | 1      | 0      |
| 2017/18 | Hapoel Beër Sjeva    | Vlag van Israël    | Ligat Ha'Al          | 23         | 1          | 4     | 0     | —        | —        | 7              | 0              | 34     | 1      |
| 2018/19 | Hapoel Beër Sjeva    | Vlag van Israël    | Ligat Ha'Al          | 26         | 3          | 1     | 0     | —        | —        | —              | —              | 27     | 3      |
| 2019/20 | Celtic FC            | Vlag van Schotland | Scottish Premiership | 5          | 0          | 4     | 0     | —        | —        | 6              | 0              | 15     | 0      |
| 2020/21 | Celtic FC            | Vlag van Schotland | Scottish Premiership | 8          | 0          | 1     | 0     | —        | —        | 6              | 0              | 15     | 0      |
| 2020/21 | Hapoel Beër Sjeva    | Vlag van Israël    | Ligat Ha'Al          | 9          | 0          | 1     | 0     | —        | —        | —              | —              | 10     | 0      |
| 2021/22 | Hapoel Beër Sjeva    | Vlag van Israël    | Ligat Ha'Al          | 30         | 0          | 3     | 0     | —        | —        | 2              | 0              | 35     | 0      |
| 2022/23 | Hapoel Beër Sjeva    | Vlag van Israël    | Ligat Ha'Al          | 3          | 0          | 0     | 0     | 1        | 0        | 4              | 0              | 8      | 0      |
| 2022/23 | → Hapoel Haifa       | Vlag van Israël    | Ligat Ha'Al          | 22         | 1          | 0     | 0     | —        | —        | —              | —              | 22     | 1      |
| 2023/24 | Hapoel Beër Sjeva    | Vlag van Israël    | Ligat Ha'Al          | 2          | 0          | 0     | 0     | —        | —        | 0              | 0              | 22     | 1      |
| 2023/24 | Hapoel Haifa         | Vlag van Israël    | Ligat Ha'Al          | 12         | 2          | 1     | 0     | —        | —        | —              | —              | 13     | 2      |
| 2024/25 | Ironi Tiberias       | Vlag van Israël    | Ligat Ha'Al          | 8          | 0          | 0     | 0     | —        | —        | —              | —              | 8      | 0      |
| 2024/25 | Bnei Sachnin         | Vlag van Israël    | Ligat Ha'Al          | 2          | 0          | 0     | 0     | —        | —        | —              | —              | 2      | 0      |
| Totaal  | Totaal               | Totaal             | Totaal               | 271        | 11         | 28    | 0     | 1        | 0        | 25             | 0              | 325    | 11     |